# Folk punk

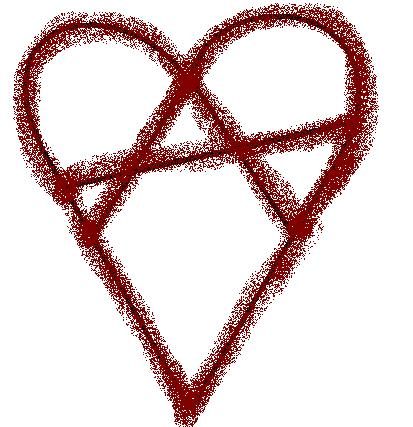
La anarquía del Corazón, un símbolo popular en la comunidad de jóvenes radicales, en particular con Folk punks y anarquistas. Se ha descrito como símbolo de "El amor es la libertad.".

El folk punk es un género musical que combina elementos del folk y punk rock. Este término también puede describir a la gente, a la cultura, etc que rodean ese género.
Si bien, sus inicios formalmente se remontan a los inicios mismos del punk-rock, con cantautores ingleses como Patrick Fitzgerald o Attila The Stockbrocker, sus orígenes se pueden rastrear en grupos proto-punk como Velvet Underground, quienes hacían un folk eléctrico y minimalista, y Patti Smith, pionera del punk rock influenciada tanto por los poetas malditos como por Bob Dylan.
En América del Norte el uso describe tanto la interpretación de canciones punk en formato acústico cómo la fusión con la música popular de la región; incluyendo géneros como el folk tradicional y la country music, usando en este último caso etiquetas más específicas como country punk yo cowpunk, estilo el cual tiene, entre sus referencias más conocidas, a agrupaciones como Meat Puppets (de clara influencia en bandas grunge cómo Nirvana) y los californianos Social Distortion.
El folk punk generalmente se centra en las cuestiones políticas de la izquierda radical y anarquista, pero a menudo incorpora una perspectiva personal a esas opiniones. También abarca una herencia tradicional de la música popular, caracterizado por temas de la clase obrera y la solidaridad en la resistencia frente a los problemas de la industrialización y el capitalismo moderno. Algunas bandas y artistas desempeñan un estilo más basado en el uso de instrumentos que no se utilizan normalmente en el punk rock, tales como  violín, banjo, mandolina, acordeón o ukelele. Sellos discográficos como Plan It X Records de Bloomington, Indiana (En la actualidad se basa en Gainesville, Florida.) han ayudado a popularizar este género. Muchas bandas destacadas de folk punk o bien están actualmente bajo este sello discográfico o han tenido alguna relación con él.
Es posible que la agrupación más conocida dentro del género folk punk sean los estadounidenses Violent Femmes, de Wisconsin, cuya mezcla de sonidos acústicos y actitud con velocidad punk tuvo influencia en el naciente rock alternativo, logrando reconocimiento masivo e internacional gracias a éxitos como Blister in the Sun, editado en 1983.
El folk punk en Gran Bretaña ha existido casi desde los inicios del punk rock. El más famoso grupo británico de folk-punk es The Pogues, pioneros del Cetic punk, que se formaron durante la nueva ola del punk rock a principios del decenio de 1980 y desempeñó una mezcla de canción tradicional irlandesa, comentario social moderno y letras acerca de borracheras. En Australia, país con una numerosa colonia de origen irlandés es conocido el grupo Roaring Jack, quienes desde los 80 han hecho también una fusión similar.
Otra tendencia que se puede englobar también dentro del llamado folk-punk es el punk gitano o gipsy-punk, iniciado en parte por agrupaciones como los serbios No Smoking Orchestra, y con representantes actuales bastante conocidos como Gogol Bordello, quienes han trascendido más allá del underground.

## En España
En España, los primeros experimentos dentro de lo que luego se llamó folk-punk se dieron en el rock radical vasco. La Polla Records, en su tema No somos nada incorporó una gaita asturiana, sentando un precedente mundial en lo que actualmente se llama celtic punk. En la actualidad, existen agrupaciones como los gallegos Bastards on Parade, los alicantinos Konsumo Respeto o Skontra, de Gijón, cuya influencia céltica es predominante. Kortatu, otra agrupación del País Vasco,  incorporaron elementos del folklore de Euskadi en el tema Platinozko sudurrak, a través del acordeón de Javier Muguruza. Otro grupo importante de origen es Kojón Prieto y los Huajalotes, cuyo sonido catalogado por ellos como Naparmex toma instrumentos y estructuras de la música ranchera mexicana, y los ejecuta de manera punk. En la actualidad, el género se empieza a expandir con relativa fuerza, con grupos como Malasañers, Skontra, 13Krauss, Bastards on Parade, Brutus Daughters, The Cilurnigans, Takoma Bridge, NiZorra!, La Maravillosa Orquesta del Alcohol Vinagre de Sidra y The Fatty Farmers.

## Latinoamérica
En Latinoamérica el estilo Folk punk ha comenzado a emerger lentamente, en Chile artistas como Chinoy, Ignorance y Pato Patín son reconocidos como folk punk tanto por sus letras de protesta, el uso de guitarras acústicas y su inclinación ideológica contestataria. Otro exponente ligado al género en la última década es Andy Moletto, quien también ha experimentado con otros tipos de sonido cercanos al rock indie y lo-fi. 
Un Exponente y Productor musical del mismo Género  a Destacar es  Pancho Folk uno de los pocos latinoamericanos que está Compartiendo y Grabando con los pioneros Del folk Punk 
En cuanto a bandas podemos encontrar a La Fiesta del Diablo cuyo sonido se acerca más al Celtic punk, Juglares de Kuneta quienes combinan elementos del ska y hardcore punk con polka, gypsy y el sonido de violines, acordeón y trompeta. También destaca la banda Doctor Vitrola si bien no son muy cercanos al punk, si combinan rock con música gitana y balkánica. Además existen agrupaciones como Dskisiados, de Melipilla, quienes ejecutan música punk con instrumentos típicos del rock y añaden la quena, instrumento tradicional de Los Andes. En Venezuela, está la cantautora residente en Estados Unidos Y Las Vegass,  conocida por su trabajo con, la agrupación Sweet 75, junto al exbajista de Nirvana Kris Novoselic,quién ha desarrollado una carrera solista en la cual ha aplicado la ética D.I.Y. (Hazlo tú mismo) a la música popular venezolana. Además, actualmente se encuentra en actividad la agrupación La Rotunda, quienes mezclan el punk-rock clásico con el folklore venezolano, a través de una fusión catalogada por ellos mismos como joropunk, es decir, joropo (género popular venezolano típico de la región llanera) con punk. Dos años después de la publicación del primer EP de La Rotunda, se dio a conocer a través de medios oficiales venezolanos un documental que contaba la historia de un presunto grupo pionero del punk rock a nivel mundial llamado Vómito Adeco, quienes según el audiovisual también habían sido pioneros de la fusión del género punk rock con los ritmos llaneros.Posteriormente, se supo que la historia era un documental de ficción, o Mockumentary. Algo similar musicalmente han hecho, desde los llanos colombianos, los miembros de la agrupación Chimó Psicodélico, quienes a pesar de usar el término joropunk para definir su música, tienen influencias de sonidos más cercanos al rock alternativo.También en Colombia, siendo éste uno de los últimos países en conocer el folk punk, la banda Bestiärio ha contestado a esta ola con una visión más amplia y global del folk, experimentando con instrumentos de todas partes del mundo y ritmos populares desde Europa hasta México.
En México, por otro lado, se encuentran activas bandas de folk punk como Loukaniko y los Perros, de Xalapa, formada por activistas e integrantes de la banda de punk Contra-historia; Ángel Ramón Campos y la Realidad Alterada, de Tijuana, quien usa como base de su música el corrido norteño; Pablo Perro, Luis Piedra, No Sembramos más Dolores, Noshandadolatierra, y rios proyectos de  Mérida, Yucatán que se mueven dentro del sello Morirás Lejos. Esta última ciudad es probablemente donde están surgiendo más proyectos de folk DIY, algunos inclinados más hacia el anti-folk, freak folk, indie folk o el emo, pero organizándose para tomar espacios públicos y otras formas de abandonar el escenario y/o la electricidad y hacerlo de manera independiente y muchas veces inclusiva y horizontal.